# Lassalle fragt Herrn Herbert nach Sonja
Lassalle fragt Herbert nach Sonja. Die Szene ein Salon ist ein Schauspiel drei Akten von Christoph Hein, das am 19. November 1980 im Schauspielhaus Düsseldorf unter der Regie von Heinz Engels uraufgeführt wurde. In Erfurt folgte die DDR-Erstaufführung am 14. Februar 1987 unter der Regie von Ekkehardt Emig mit Matthias Brenner als Lassalle und Matthias Winde als Vahlteich. Das Stück wurde am 26. Oktober 1989 in Recklinghausen (Regie: Wolfgang Lichtenstein) und am 25. Januar 1990 in Stralsund (Regie: Fred Grasnick) aufgeführt.
Der Text erschien 1981 innerhalb der Sammlung „Cromwell und andere Stücke“ im Aufbau-Verlag Berlin.

## Inhalt

### Handlung
Ort der Handlung ist Lassalles Salon in Berlin im Jahr 1864.
1
Das Ladenmädchen Marie fragt Lassalles Mitarbeiter Vahlteich besorgt, was denn mit dem Fräulein Sonja von Sontzeff wäre. Vahlteich erwidert, Lassalle habe der Russin einen Heiratsantrag gemacht. Marie ist tief enttäuscht. Vahlteich gesteht dem Ladenmädchen seine Liebe. Die Angebetete will nichts von Vahlteich wissen. Als Lassalle endlich ausgeschlafen hat, ist Marie längst fort. Der Hausherr findet seinen Sekretär Vahlteich mit Rüstow debattierend vor. Lassalle entlässt Vahlteich. Mit Hilfe seines Dieners Herbert hat der Hausherr herausbekommen, Vahlteich korrespondiert mit London. Herrn Marx, diesen Kommunisten, kann Lassalle überhaupt nicht mehr leiden. Rüstow äußert sich abfällig über Lassalles Allgemeinen Arbeiterverein mit seinen 1200 Mitgliedern in Deutschland. Die Presse schweige Lassalles Partei tot und der eine Empfang des Parteichefs bei Bismarck bedeute wenig. Auch Vahlteich, der sich trotz Entlassung immer noch in Lassalles Salon aufhält, schlägt in Rüstows Kerbe. Lassalle gibt klein bei. Er sei nicht der Mann, der „die proletarische Befreiung“ forcieren könne. Als Ursache vermutet Lassalle bei sich Klassenschranken und gesteht Vahlteich, er sei kein Proletarier, sondern ein Kleinbürger. Lassalle hofft sehr, die Russin Sonja werde bald im Salon bei den harrenden geladenen Gästen erscheinen, um die Verlobung zu feiern. Er hatte nämlich der noch nicht einmal 20-jährigen Adeligen einen 39-seitigen Heiratsantrag – in der letzten Nacht geschrieben – ins Hôtel de Rome zustellen lassen.
2
Aus dem Auftritt von Lassalles Schwager Ferdinand Friedland ergibt sich, der Hausherr wird von seiner um zwanzig Jahre älteren Freundin Gräfin von Hatzfeld und eben jenem Schwager ausgehalten. Besagte Gräfin kann nur das Haupt schütteln. Immer wieder versuche der Freund, eine junge Aristokratin ins Bett zu bekommen und finde bei seinem Ungeschick jedes Mal das Ladenmädchen darin vor. Auch Rüstow verschweigt Lassalle seine Bedenken nicht. Die kleine Russin würde einen Mann heiraten, der die Syphilis noch nicht richtig überwunden hat. Lassalle bagatellisiert die überstandene Krankheit. Zwar spricht Sonjas Papa lediglich zwei Sätze Deutsch – eine Verneinungs- und eine Bejahungsformel –, doch der Russe Sontzeff ist immerhin Gouverneur. Lassalles Freund von Schweitzer hingegen ist von der Heirat mit einer reichen Russin begeistert. Vahlteich wirft Schweitzer Päderastie vor. Schweitzer gibt diese zu.
Statt der herbeigesehnten jungen Braut erscheint Marie – als Dame verkleidet – im Salon. Lassalle will die Geliebte bei der kleinen Feier nicht dabeihaben. Marie gibt ihre Rolle sofort auf und geht. Der Russe kommt ohne Tochter. Sonja hat das Hotel bereits verlassen. Ihre Abreise nach Russland steht unmittelbar bevor. Das junge Mädchen wartet auf dem Stettiner Bahnhof nur noch auf seinen Vater. Der Gouverneur überbringt Sonjas schriftliche Absage und weist alle „Annäherungsversuche“ Lassalles schroff zurück. Der 39-jährige Lassalle ist zutiefst enttäuscht. Er braucht unbedingt eine schöne Ausländerin fürs Bett. Vom „Revolutionspielen“ hat der Arbeiterführer die Nase voll. Vielmehr möchte Lassalle einige wenige sorgsam ausgewählte Frauen „vögeln“.
3
Vahlteich, der immer noch im Salon präsent ist, liest dem Diener Herbert aus der Zeitung vor. Lassalle sei im Krankenhaus an den Folgen eines Duells gestorben. Der Gegner kann kein Ehrenmann gewesen sein, denn er hatte viel zu tief gezielt und Lasselles „Pimmel“ getroffen. Marie kommt und erkundigt sich besorgt bei Vahlteich nach ihrem geliebten Lassalle; fragt nach Fräulein von Dönniges, der Duellursache. Vahlteich weiß nichts Genaueres und will, da nun Lassalle verstorben ist, zusammen mit Marie nach Dresden gehen. Erneute Ablehnung des Antrags provoziert bei Vahlteich ungeschickte Zudringlichkeit. Marie gibt ihm darauf einen weiteren Korb und geht. Herbert, nun im Auftrag der Gräfin von Hatzfeld endgültig Herr im Haus geworden, wirft Vahlteich hinaus. Aber der Diener findet in Lassalles Schwager Friedland seinen Meister. Der Schwager reißt die Hinterlassenschaft Lassalles routiniert an sich und wirft nebenher Herbert ein paar Brocken zu.

## Rezeption

### Äußerungen nach Bühnenaufführungen
Uraufführung Düsseldorf:
- Ulrich Schreiber in der „Frankfurter Rundschau“ vom 14. November 1980[7]: Jener Zuschauer, der die Privatsphäre nicht von der Politik trennen könne, verdiene diesen Heinschen Lassalle. Heinz Engels habe alles Wesentliche falsch gemacht.
- Heinrich Vormweg (in der „Süddeutschen Zeitung“ vom 13. November 1980)[8] ist irritiert und frustriert. Was Wunder – Hein habe sich zu viel vorgenommen.
- Heinz Klunker in „Theater heute“, Heft 2, 1981[9]: Hein habe Lassalle lediglich zu seinem autobiographischen Spiel hergenommen. Wahrscheinlich verstehe der Zuschauer das Stück gar nicht.
- Jochen Schmidt in der „Frankfurter Allgemeinen Zeitung“ vom 13. November 1980[10]: Hein hole die historische Persönlichkeit Lassalle auf eine fragwürdige Art und Weise vom Sockel; dichte ihr schwer wiegende Schwächen an.[A 3]
- Andreas Roßmann in „Deutschland Archiv“ 1981, S. 125[7]: Indem Hein die frühen Arbeiterführer im Salon auftreten lasse, führe er sie unhistorisch vor. Die Inszenierung von Engels werde dieser offensichtlichen Zweideutigkeit des Textes nicht gerecht.

DDR-Erstaufführung Erfurt:
- Georg Menchén in „Theater der Zeit“, Heft 5, 1987[11]: Zwar mangele es dem Stück an Tiefe, nicht aber an Hintersinn.

### Besprechungen
- Janssen-Zimmermann[12]: Der Egoist[A 4] Lassalle wolle die kleinbürgerliche Herkunft abstreifen.
- Kiewitz
  - Hein kritisiere mit seinem Stück den Marxismus-Leninismus[13].
  - Herr Herbert: Der ungewöhnlich lange Titel drücke Lassalles temporäre Passivität in dem Stück aus.[A 5] Diener Herbert lässt sich „Herr“ titulieren und ist der Herr im Haus. Zum Beispiel schikaniert Herbert Lassalles hinfällige Mutter mit ausdrücklicher Billigung des Sohnes. In dem Unterkapitel „Der Untertan als Herr“[14] geht Kiewitz sogar noch viel weiter. Herbert, der im 3. Akt ohne Zeugnis seines nach dem 2. Akt gestorbenen Brotherrn Lassalle dasteht, macht sich gegenüber Vahlteich seine Gedanken zur Frage ‚Was nun?‘ Herbert möchte „vielleicht auch ne Partei gründen“[15]. Für Kiewitz ist Herbert ein Vorläufer der Nationalsozialisten und seine ins Auge gefasste Partei eine der zu kurz Gekommenen.
  - Christentum versus Judentum: Kiewitz[16] widmet diesem Thema ein ganzes Unterkapitel im Zusammenhang mit Lassalles obskurer „Liebe“ zu Sonja. Hein schreibt an keiner Stelle, dass Lassalle ein Jude ist. Doch der Leser des Stücktextes stutzt auf der allerersten Seite. Lassalles Mutter heißt Frau Lassal. Das ist kein Druckfehler. Lassalles Vater war der wohlhabende Breslauer Jude Heyman Lassal. Ferdinand Lassal hat sich 1846 einfach umbenannt[17]. Auf einmal klingt der neue Familienname französisch. Wer diesen Zusammenhang nicht kennt, stutzt während der Lektüre ein zweites Mal, als Frau Lassal vom Kaddisch[18] spricht.
  - Das Warten: Die Abordnung Berliner Arbeiter wartet ebenso vergeblich auf Lassalle wie die geladenen Gäste im Salon auf die Russin Sonja.[19] Lassalle wolle mehr als eine Partei aus lediglich 1200 Arbeitern. Er gibt sich auch nicht mit dem treuen Ladenmädchen Marie als Bettgenossin zufrieden. Lassalle wartet (vergeblich) auf Sonja.[20] Kiewitz sieht Lassalle in letzterem Zusammenhang als einen Opportunisten, der die Nähe zur Aristokratie suche. Auch Marie warte auf Lassalle. Ihre Liebe reiche sogar über dessen Tod hinaus. Marie weist Vahlteich auch noch ab, nachdem der Geliebte gestorben ist. Nach Kiewitz ist Lassalle für Marie so etwas wie der Lebenssinn spendende „Träger einer Utopie“.[21]
- Preußer und Hammer[22] nennen 15 Arbeiten.

### Textausgaben
Verwendete Ausgabe
- „Lassalle fragt Herbert nach Sonja“. Die Szene ein Salon. S. 89–159 in: Christoph Hein: Cromwell und andere Stücke. Nachwort von Rudolf Münz. Aufbau, Berlin 1981, DNB 820239119.

### Sekundärliteratur
- Heinz-Peter Preußer, Klaus Hammer: Auswahlbibliographie Christoph Hein. S. 92–105 in: Heinz Ludwig Arnold (Hrsg.): text + kritik, Heft 111: Christoph Hein. edition text + kritik, München, Juli 1991, ISBN 3-88377-391-3, ISSN 0040-5329.
- Klaus Hammer (Hrsg.): Chronist ohne Botschaft. Christoph Hein. Ein Arbeitsbuch. Materialien, Auskünfte, Bibliographie. Aufbau Verlag, Berlin 1992, ISBN 3-351-02152-6.
- Antje Janssen-Zimmermann: Subjektive Objektivität. Drei Theatertexte Christoph Heins – eine Trilogie des Sozialismus? S. 184–194 in Klaus Hammer (Hrsg.): Chronist ohne Botschaft. Christoph Hein. Ein Arbeitsbuch. Materialien, Auskünfte, Bibliographie.Aufbau, Berlin 1992, ISBN 3-351-02152-6.
- Christl Kiewitz: Der stumme Schrei. Krise und Kritik der sozialistischen Intelligenz im Werk Christoph Heins. Stauffenburg Verlag, Tübingen 1995, S. 86–112, ISBN 3-86057-137-0 (Dissertation an der Universität Augsburg 1994).